# Ces dames préfèrent le mambo
Pour plus de détails, voir Fiche technique et Distribution.
Ces dames préfèrent le mambo est un film franco-italien réalisé par Bernard Borderie, sorti en 1957.

## Synopsis
Burt Brickford, capitaine déserteur de la marine américaine échoué dans un port d'Amérique du Sud, loue ses services pour survivre. Perez, un trafiquant de drogue, fait appel à lui pour commander le yacht d'Henry, sur lequel embarque un groupe de soi-disant chercheurs de trésor…

## Fiche technique
- Titre original : Ces dames préfèrent le mambo
- Réalisation : Bernard Borderie
- Assistants : Jacques Rouffio, Paul Nuytens
- Scénario : Bernard Borderie, Jacques Vilfrid
- Directeur artistique : Pierre Charron
- Décors : René Moulaert, assisté d'Yves Olivier et Camille Demangeat
- Photographie : Jacques Lemare
- Opérateurs : Henri Persin et Gilles Bonneau, assistés de Georges Pastier, Pierre Charvein,
- Son : William Robert Sivel, assisté de Arthur Van Der Meeren, Maurice Rémy
- Musique : Charles Aznavour, orchestre dirigé par Jean Leccia
- Script-girl : Lily Hargous
- Maquillage et coiffures : Marcel Rey, Georges Bouban, Odette Rey
- Accessoiristes : Louis Girons, Robert Dubouilh
- Montage : Monique Kirsanoff, assistée de Claire Giniewski
- Photographe de plateau : Robert Joffres
- Habilleuses : Ginette Manzon, Henriette Jamais
- Administrateur : Roger Morand
- Régisseur général : Henri Jacquillard
- Tournage du 15 mai 1957 au 17 juillet 1957, Studios Photosonor
- Production : Raymond Borderie
- Production déléguée : Pierre Cabaud, René Bézard
- Directeur de production : Charles Borderie
- Secrétaire de production : Sonia Bunodière
- Sociétés de production : 
  -  CICC Films Borderie, Pathé Consortium Cinéma
  -  GESI Cinematografica
- Société de distribution : Pathé Consortium Cinéma
- Pays de production :  France,  Italie
- Langue originale : français
- Format : Noir et blanc — 35 mm — 2,35:1 (Franscope) —  son Mono (Western-Electric A.R.T.E.C)
- Laboratoire Franay L.T.C Saint-Cloud
- Genre : Comédie, Film d'action, Film d'aventure
- Durée : 116 minutes
- Date de sortie :
  - Allemagne de l'Ouest : 20 décembre 1957
  - Suède : 26 décembre 1957
  - Portugal : 17 janvier 1958
  - France : 22 janvier 1958
- Visa d'exploitation : 19363
- Affiche : André Bertrand (France)

## Distribution
- Eddie Constantine : capitaine Burt Brickford
- Lino Ventura : Paulo, un trafiquant de drogue
- Pascale Roberts : Constance, la brune
- Véronique Zuber : Marina, la blonde, fiancée de Jacques
- Lise Bourdin : Claire, la rousse
- Jacques Castelot : Gérard Lester, un trafiquant de drogue
- Jean Murat : Henry Legrand, le père de Marina
- Christian Morin : Jacques, le fiancé de Marina
- Robert Berri : Pérez, un trafiquant
- Joëlle Bernard : Mamie O'Brien, la patronne du bar
- René Havard : le timonier
- Marcel Rouzé : le maître d'équipage
- Guy-Henry : le mécanicien
- Jacques Seiler : Bates, le domestique sur le bateau
- Anne-Marie Mersen : la barmaid
- Don Ziegler : le chauffeur de taxi
- Georges Géret : le policier
- Grégoire Gromoff : Juan, le tenancier du bar
- José Davilla
- Lucien Raimbourg : le médecin légiste
- Léopoldo Francès : le serveur au bar de l'aéroport
- Bob Morel : l'ancien capitaine de « l'Alizée »